# جمعة والجن السحري
جمعة والجن السحري هو كتاب مصور للأطفال كتبه جون أندرسون ورسمه تشارلز ميكولايكاك. نُشرت هذه الحكاية الشعبية لأول مرة في عام 1986، وهي ذات إطار إفريقي تحكي قصة صبي خيالي يحلم أحلام اليقظة يُدعى جمعة يعيش في جزيرة لامو الحقيقية قبالة الساحل الشرقي لكينيا. رغبةً منه في أن يكون في مكان لا يضطر فيه إلى الدراسة أو العمل، يسعى «جمعة» إلى الحصول على مساعدة من الجن السحري في قرار يقود «جمعة» إلى مصائب. في نفس العام الذي نُشر فيه الكتاب، فاز جمعة والجن السحري بجائزة الطائرة الورقية الذهبية لعام 1986 عن الرسوم التوضيحية لميكولايكاك. لعبت هذه الرسوم التوضيحية أيضًا دورًا في حصول الفنان ميكولايكاك على جائزة كيرلاند لعام 1987 «تقديرًا للإنجازات الفريدة وإبداعه في إنشاء أدب الأطفال».

## خلفية القصة
جمعة والجن السحري هو كتاب أطفال مستوحى من الفولكلور الإفريقي كتبه جوي أندرسون ورسمه تشارلز ميكولايكاك. تستخدم الرسوم التوضيحية في الكتاب صفحات مزدوجة لالتقاط نمط صورة متسلسل يحتوي على تفاصيل إبداعية، الألوان وأنماط الإعداد الأفريقية. تستهدف الحكاية الأطفال الذين تتراوح أعمارهم بين 6-9 سنوات، تدور أحداث القصة الشعبية في لامو، وهي جزيرة حقيقية قبالة الساحل الشرقي لكينيا تم إنشاؤها في وقت مبكر من القرن الرابع عشر من قبل التجار العرب ويسكنها مسلمون. كانت زيارة أندرسون للجزيرة هي التي ألهمت الأستاذ المساعد بجامعة سنترال فلوريدا للكتابة عن صبي في الوقت الحاضر كان لديه مغامرة خرافية.

## حبكة القصة
في جزيرة لامو البحرية، تحتفظ العائلات تقليديًا بِجرار الجن في المنزل. إن جرة الجن عبارة عن إناء يحتوي على كائن خارق في الإسلام والأساطير العربية يسمى الجن، وتظل جرة الجن مغلقة لأن أصحابها لا يعرفون ما إذا كان جنهم السحري خيرًا أم شرًا، مما يجعل سكان جزيرة لامو يخشون الجن.
تبدأ القصة بطالب شاب يدعى جمعة يحلم أحلام اليقظة في مدرسته بدلاً من أن يقوم بواجباته الحسابية. نظرًا لأن الشاب جمعة يركز أكثر على اتجاهات تفكيره الخاصة بدلاً من الدروس التي يتم تدريسها، يرسل المعلم جمعة إلى المنزل. وفي طريقه إلى المنزل، يصادف والدته تشتري السمك من الشاطئ. تحذر والدته من أحلام اليقظة في المدرسة وتشير إلى أنه قد يكون من الأفضل لـ جمعة العمل مع والده لقطع أعمدة المنغروف. أمرت جمعة بالعودة إلى المنزل، لكنها أمرت جمعة بعدم لمس جرة الجن.

## الجوائز
تم نشر جمعة والجن السحري في عام 1986. وفي نفس العام، تم منح جمعة والجن السحري جائزة الطائرة الورقية الذهبية نظراً للرسوم التوضيحية التي قام بها مصور الكتاب. أدت هذه الرسوم التوضيحية الأخرى إلى حصول ميكولايكاك على جائزة كيرلاند عام 1987 «تقديراً للإنجازات الفريدة في إنشاء أدب الأطفال». من 12 سبتمبر 1993 إلى 1 مايو 1994، عرض متحف مكيسيك في جامعة ساوث كارولينا جمعة والجن السحري.